# Paradromulia amnicosta
Paradromulia amnicosta là một loài bướm đêm trong họ Geometridae.